# Насвитис, Альгимантас
Альги́мантас Насви́тис (лит. Algimantas Nasvytis; 8 апреля 1928, Каунас — 27 июля 2018) — литовский архитектор, автор статей по архитектуре и городскому строительству, профессор. Заслуженный строитель Литовской ССР (1965), народный архитектор Литовской ССР (1982). Брат Витаутаса Насвитиса, в соавторстве с которым создал ряд значительных проектов.
Лауреат Государственной премии Литовской ССР (1965, 1971), Государственной премии СССР (1983).

## Биография
Окончил Художественный институт Литовской ССР (1952). Работал в должности архитектора в Республиканских архитектурных мастерских (1952—1953), главного художника павильона Литвы на Всесоюзной сельскохозяйственной выставке в Москве (1953—1956), архитектора Республиканских научно-реставрационных мастерских (1957—1959). С 1960 (по другим сведениям с 1961) года работал в Институте проектирования городского строительства в Вильнюсе.
С 1980 года преподавал в Вильнюсском инженерно-строительном институте; доцент (1983), профессор (1993).
Участвовал в Саюдисе. В 1990—1992 годах был министром строительства и урбанистики Литвы, в 1993—1996 — председателем Союза архитекторов Литвы.

## Творчество

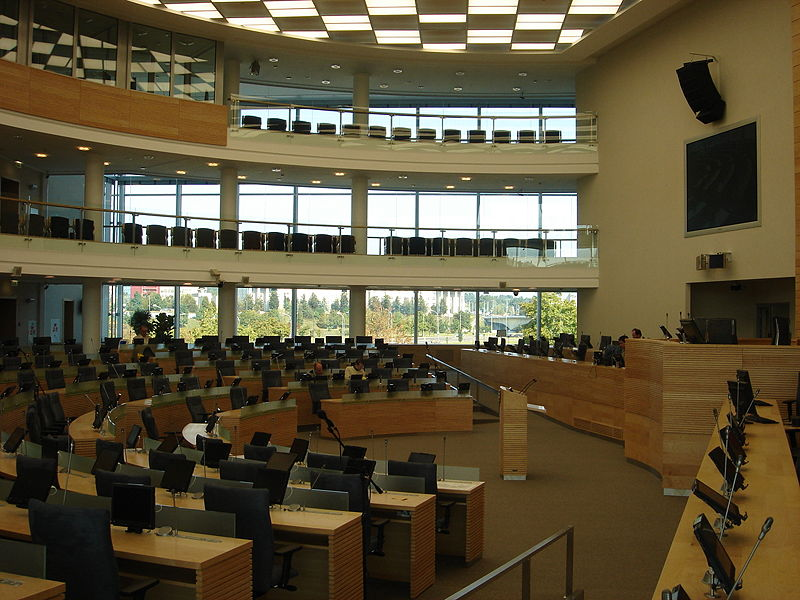
Зал заседаний Сейма

Совместно с братом Витаутасом Насвитисом оформлял интерьеры, выставки, разрабатывал проекты оформления республиканских праздников песен (1965, 1970, 1975, 1980, 1985; главный художник, совместно с братом), создавал архитектурные части скульптурных памятников Пушкину в Вильнюсе (совместно с В. Насвитисом; скульптор Б. Вишняускас; 1955), Дарюса и Гиренаса в Каунасе (совместно с В. Насвитисом; скульптор В. Мачюйка; 1963), Юлии Жемайте в Вильнюсе (совместно с В. Насвитисом; скульптор П. Александравичюс; 1971), Йонасу Яблонскису в Мариямполе (совместно с В. Насвитисом и Й. Пилкаускасом; скульптор П. Александравичюс; 1992).
Проектировал также комплект универсальной мебели для малогабаритных квартир (1961; совместно с В. Насвитисом; золотая медаль Международной выставки декоративно-прикладного искусства в Москве). Соавтор памятника — увеличенного варианта скульптуры «Первые ласточки» Юозаса Микенаса, отлитого из бронзы и установленного на правом берегу реки Нерис рядом с Национальной галереей в Вильнюсе (скульпторы Довидас Зунделовичюс, Константинас Богданас, архитекторы Альгимантас и Витаутас Насвитисы, Гядиминас Баравикас; 1987), а также памятника королю Миндаугасу в Вильнюсе (совместно с Р. Криштопавичюсом, И. Алистровайте; скульптор Р. Мидвикис; 2003).

Здание Сейма

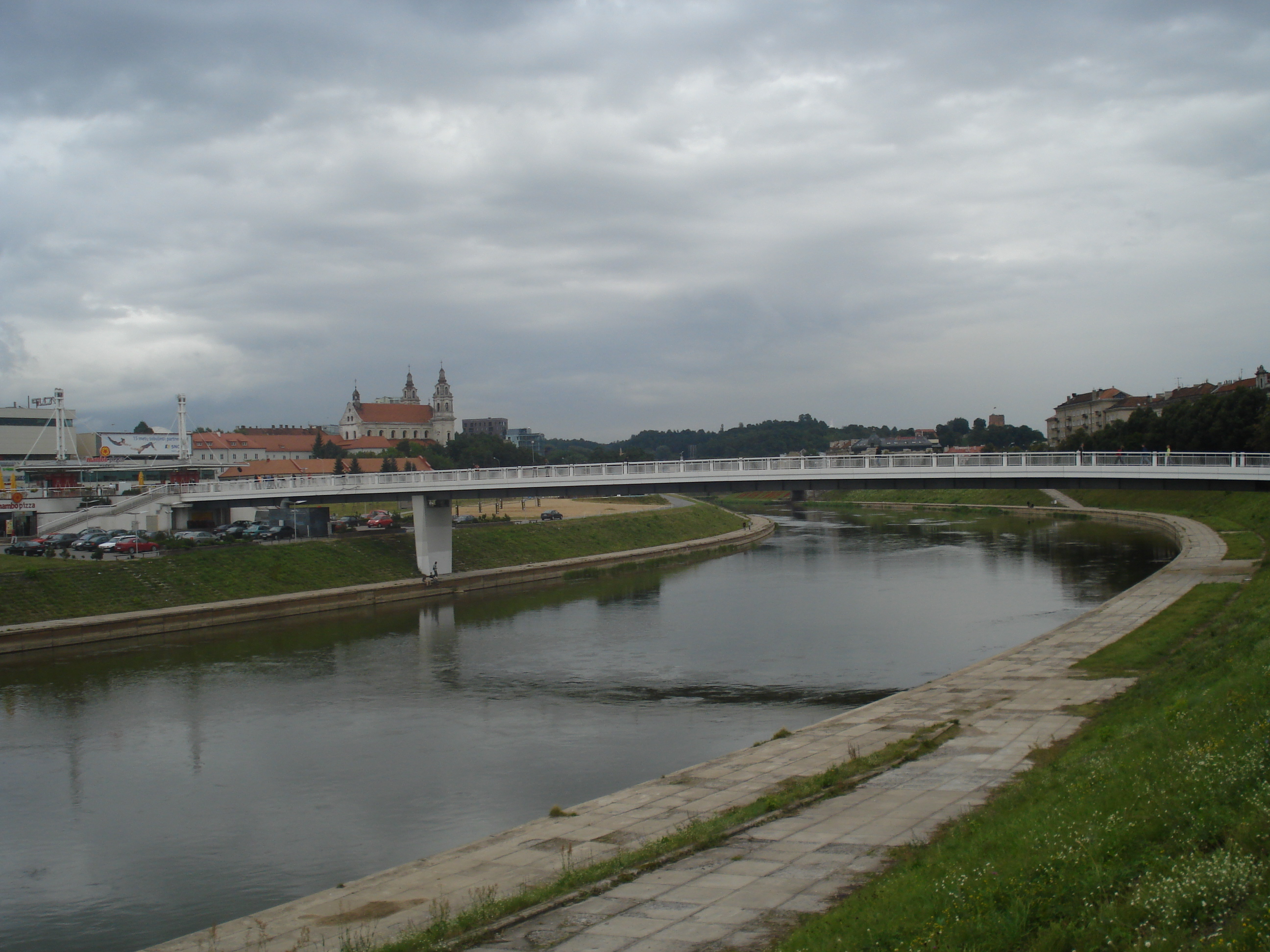
Белый мост

По проектам Альгимантса и Витаутаса Насвитисов построены или реконструированы:
- кафе «Неринга» (1959) и гостиница «Неринга» (капитальная реконструкция, 1960) в Вильнюсе на пр. Гедиминаса;
- почтамт в Вильнюсе на пр. Гедиминаса (капитальная реконструкция, 1969);
- Драматический театр Литовской ССР в Вильнюсе (ныне Литовский национальный драматический театр; капитальная реконструкция, 1974—1981; Государственная премия СССР, 1983);
- здание Верховного Совета Литовской ССР в Вильнюсе (1976—1981; при участии Робертаса Стасенаса), ныне здание Сейма Литовской Республики;
- гостиница «Летува» в Вильнюсе (1976—1983; ныне „Reval Hotel Lietuva“);
- реконструкция второго здания Сейма Литовской Республики с новым залом пленарных заседаний (2007; при участии Юраса Балькявичюса) на ул. Гоштауто.

По проекту Альгимантаса Насвитиса и А. Самукене построен Дом быта в Вильнюсе (1975; премия Совета Министров СССР, 1977).
Также, соавтор проектов Национального стадиона в Шяшкине (совместно с Р. Стасенасом, Р. Криштопавичюсом и др., 1984; строительство было начато в 1989 году, но заморожено), Белого моста в Вильнюсе (совместно с Йокубасом Фишерисом; 1995), реконструкция интерьера банка „Vilniaus bankas“ в Вильнюсе (совместно с А. Бучасом; 1996).
Принимал участвовал в разработках масштабных проектах, созданных авторскими коллективами, детальной планировки и застройки в Вильнюсе — общественного и торгового центра (ЦУМ) на правом берегу реки Нерис (1964; начало строительства 1967), центра города (1974), зоны с площадью Тарибу (ныне Неприклаусомибес) на левом берегу реки Нерис (1980) и других. Автор проекта реконструкции бывшей гостиницы «Вильнюс» (до первой половины XX века — гостиница «Жорж») на пр. Гедиминаса, 20 (2004).

## Награды и звания
- Заслуженный строитель Литовской ССР (1965)
- Народный архитектор Литовской ССР (1982)
- Профессор (1993)
- Государственная премия Литовской ССР (1965, 1971)
- Премия Совета Министров СССР (1977)
- Государственная премия СССР (1983; совместно с В. Насвитисом, Я. Марозене, А. Вапшисом) за архитектуру Драматического театра Литовской ССР.[3]
- Приз президента МОК А. Самаранча (1991)
- Орден Великого князя Литовского Гядиминаса 4-й степени (1998)
- Орден Рыцаря архитектуры (1998)
- Медаль Независимости Литвы (2000)
- Премия Правительства Литовской Республики в области культуры и искусства (2003)
- Памятный знак за личный вклад в развитие трансатлантических отношений Литвы и по случаю приглашения Литовской Республики в НАТО (2003)[4].
- Премия Святого Христофора (2007)
- Медаль По случаю двадцатой годовщины восстановления независимости Литвы (2010)[5].